# Ranggen
Ranggen ist eine Gemeinde mit 1137 Einwohnern (Stand 1. Jänner 2024) im Bezirk Innsbruck-Land in Tirol (Österreich).  Die Gemeinde liegt im Gerichtsbezirk Telfs.

## Geografie
Ranggen liegt in einer Mulde der Inntalterrasse, westlich von Innsbruck bzw. in der östlichen Fortsetzung des Inzinger Berges.
Das eigentliche Rangger Ortsgebiet gliedert sich in ein Außer-, Ober- und Unterdorf. Dazu kommen noch gassenartige Verdichtungen und Weiler, die das Bild der Kulturlandschaft prägen. Eine siedlungsgeographische Besonderheit ist der Ansitz Ferklehen (in der Talsohle nahe Unterperfuss gelegen), dessen Name sich von „Fergen“ ableitet, womit ursprünglich das Recht gemeint war, die Innfähre bei Zirl zu betreuen. Nach dem Bau der Innbrücke (1482) bezog sich dann das Fergenrecht auf die Brückeninstandhaltung.
Durch Ranggen fließt der Rettenbach. Der höchste Berg ist das Rangger Köpfl mit 1939 m

### Gemeindegliederung
| - Außerdorf - Oberdorf - Unterdorf - Wartfeldgasse - Vorstatt - Leithenweg | - Hauptstraße - Oberanger - Obere Gasse - Riedpuite - Viehscheide - Ried | - Itzlranggen - Blachfeld - Omesberg - Niedere Wiese - Ferklehen - Pfarrwiese |

### Nachbargemeinden
|        | Zirl                                        |              |
| Inzing | Kompassrose, die auf Nachbargemeinden zeigt | Unterperfuss |
|        | Oberperfuss                                 |              |

## Geschichte
In Mittelalter und Früher Neuzeit hatte das Prämonstratenserstift Wilten (Innsbruck) bedeutsame Besitzungen in Ranggen. Es führte hierzu eine eigene Archivlade unter der Bezeichnung „Lutzlranggen“ (von mittelhochdeutsch lützel, lützelig = klein, wenig), was heute sprachlich im Ortsried Itzlranggen abgebildet ist.

### Bevölkerungsentwicklung
EinwohnerJahr200400600800100012001860189019201950198020102040EinwohnerEinwohnerentwicklung von Ranggen

## Kultur und Sehenswürdigkeiten

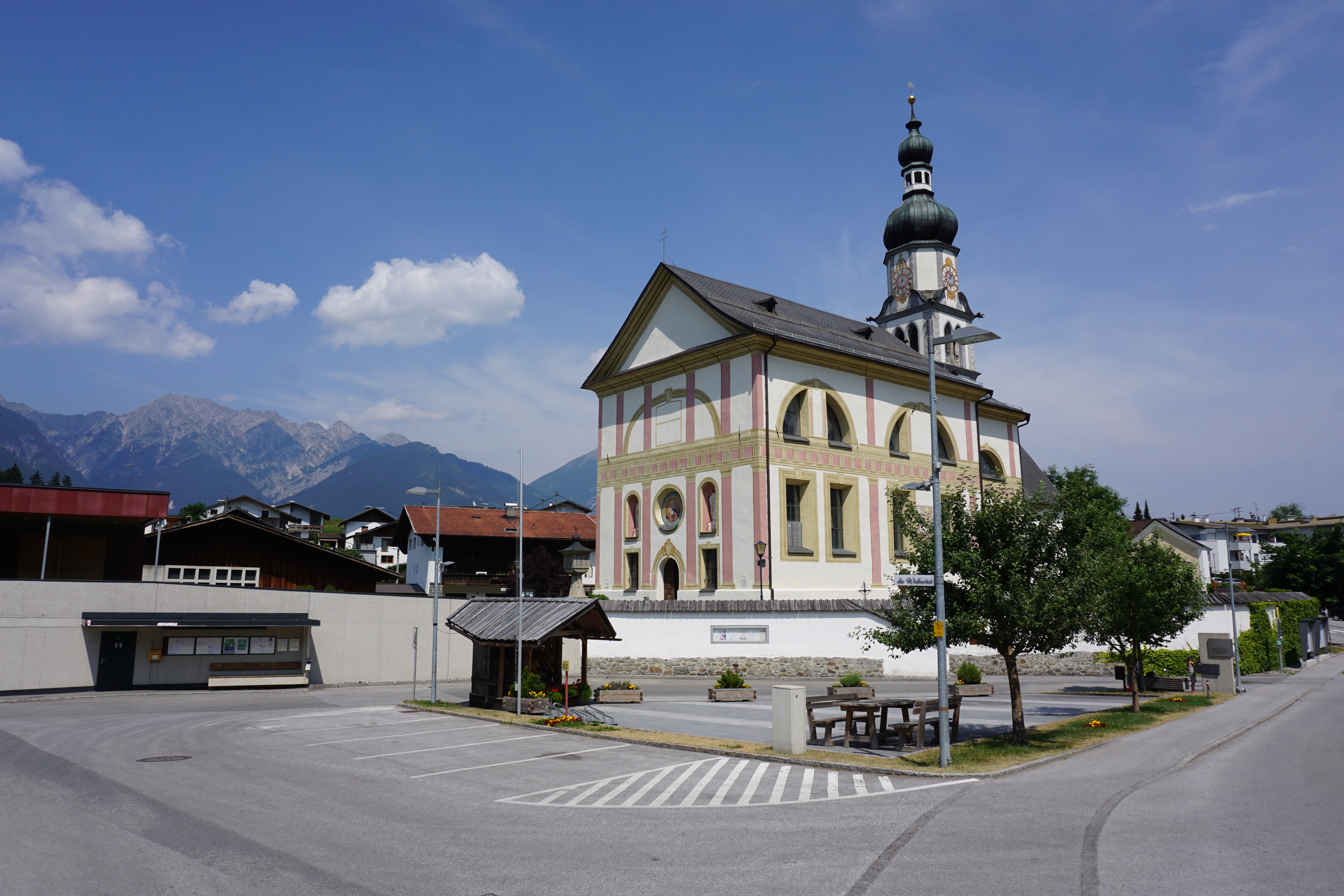
Pfarrkirche Ranggen

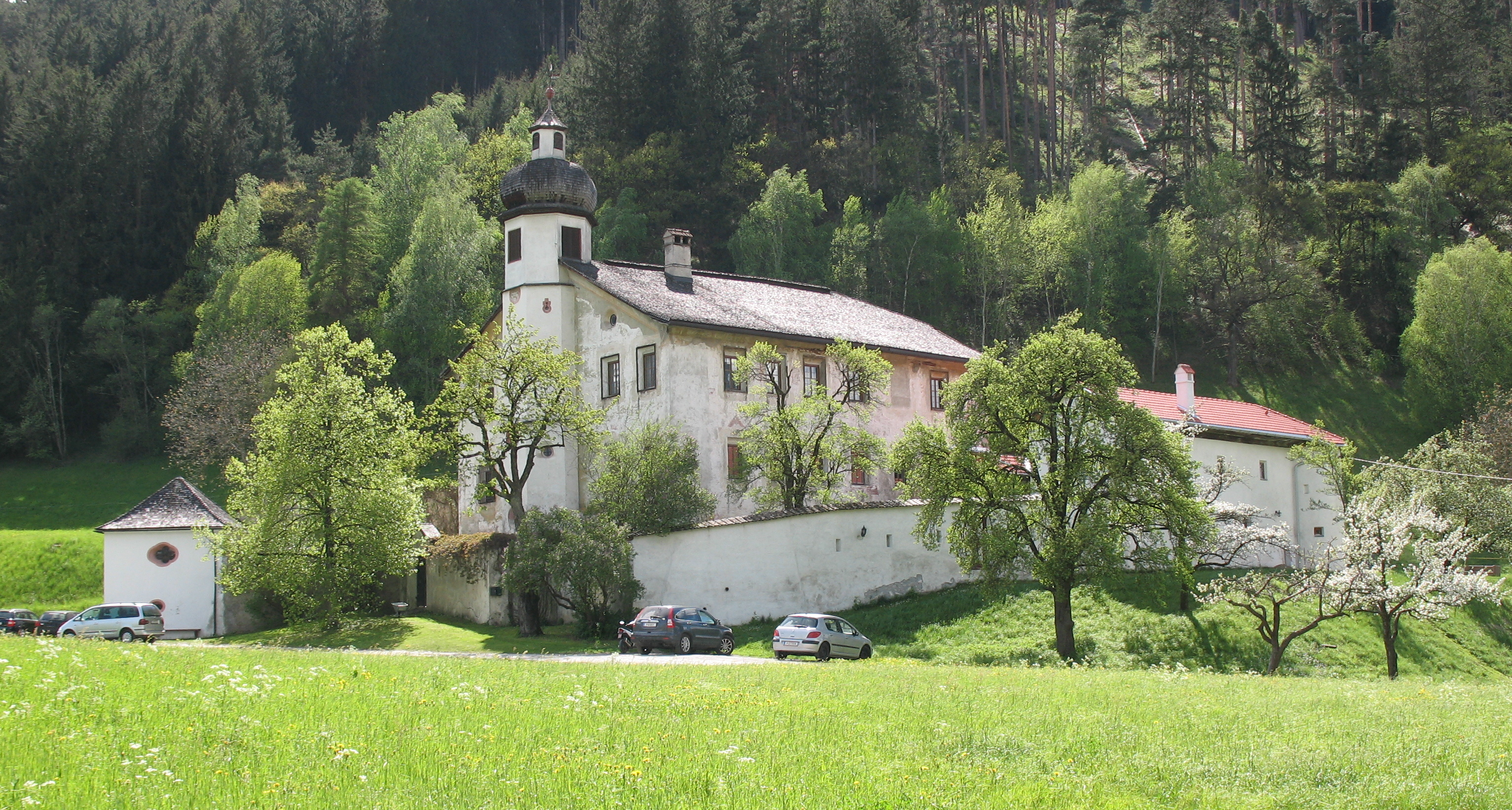
Ansitz Ferklehen

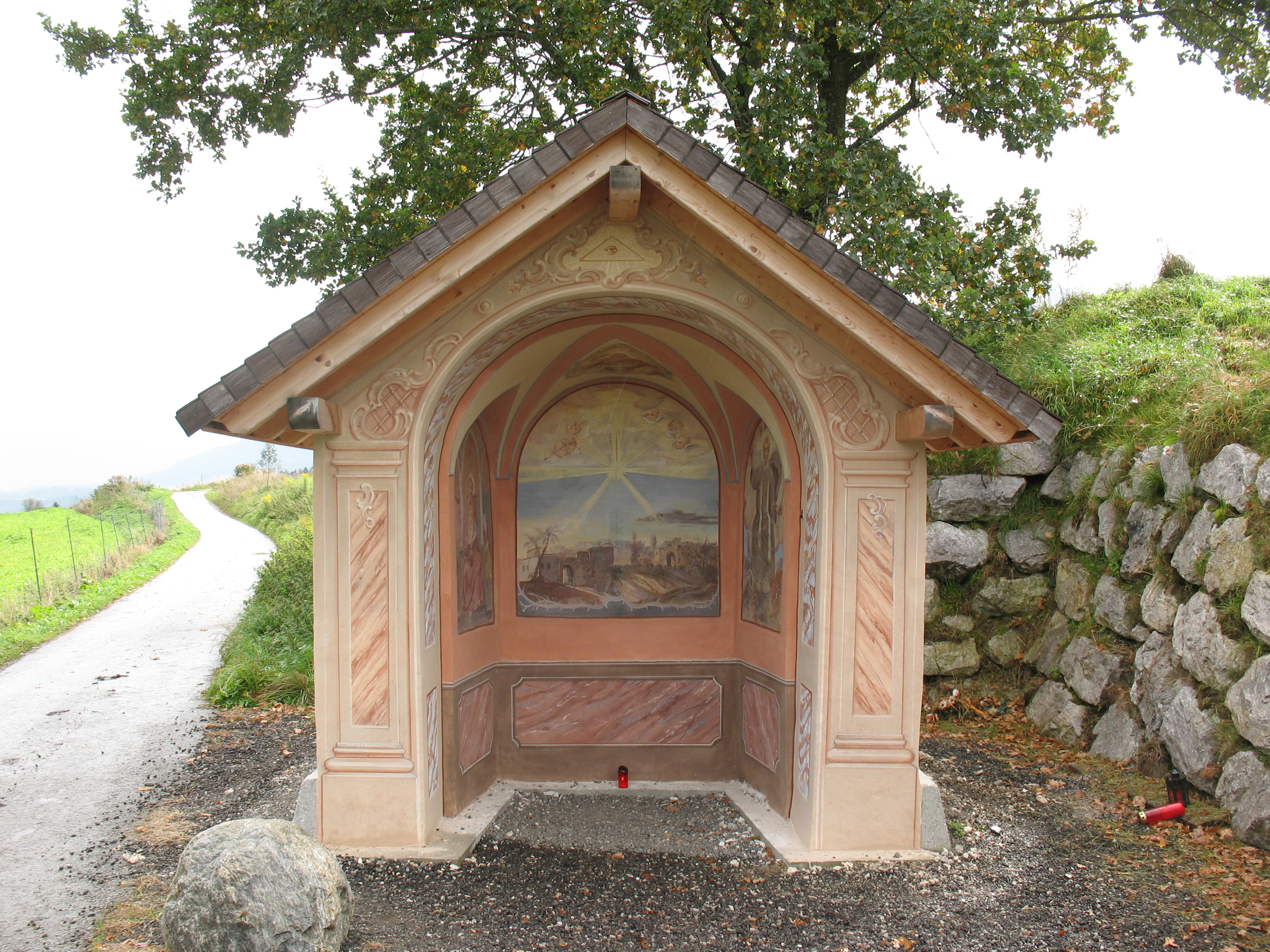
Flurkapelle Osums

- Katholische Pfarrkirche Ranggen hl. Magnus
- Ansitz Ferklehen
- Wirtskapelle
- Viehscheid-Kapelle
- Flurkapelle Osums

## Wirtschaft und Infrastruktur

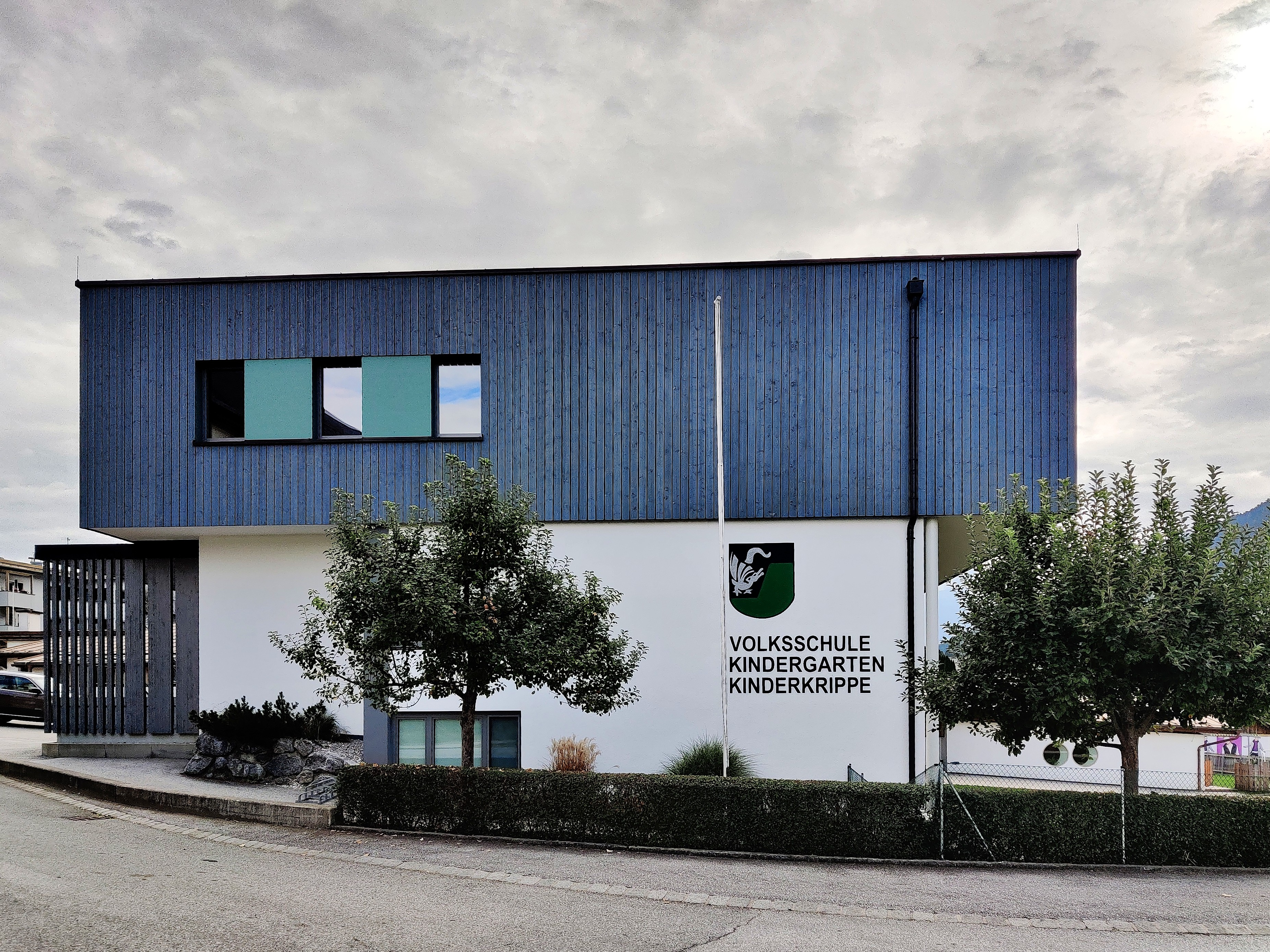
Volksschule und Kindergarten

### Wirtschaftssektoren
Von den 28 landwirtschaftlichen Betrieben des Jahres 2010 wurden 13 im Haupt-, 13 im Nebenerwerb und je eine von einer Personengesellschaft und einer juristischen Person geführt. Diese letzte bewirtschaftete fast die Hälfte der Flächen. Die wichtigsten Arbeitgeber im Dienstleistungssektor waren die Bereiche freiberufliche Tätigkeiten, soziale und öffentliche Dienste und der Handel.
| Wirtschaftssektor            | Anzahl Betriebe | Anzahl Betriebe | Erwerbstätige | Erwerbstätige |
| Wirtschaftssektor            | 2011            | 2001            | 2011          | 2001          |
| ---------------------------- | --------------- | --------------- | ------------- | ------------- |
| Land- und Forstwirtschaft 1) | 28              | 34              | 34            | 19            |
| Produktion                   | 9               | 10              | 21            | 19            |
| Dienstleistung               | 41              | 18              | 55            | 32            |

1) Betriebe mit Fläche in den Jahren 2010 und 1999

### Arbeitsmarkt, Pendeln
Von den über 500 Erwerbstätigen, die 2011 in Ranggen wohnten, arbeiteten 83 in der Gemeinde, über achtzig Prozent pendelten aus.

### Verkehr
- Radweg: Nach Ranggen führt vom Inntal aus über ca. 5 Kilometer und 200 Höhenmeter eine beliebte Fahrradstrecke.

### Sport
- Erwähnenswert ist eine der längsten Naturrodelbahnen mit einer Länge von fast 8 km und einer Höhendifferenz von ca. 950 m.

## Politik

### Gemeinderat
Für den Gemeinderat werden elf Mandatare gewählt.

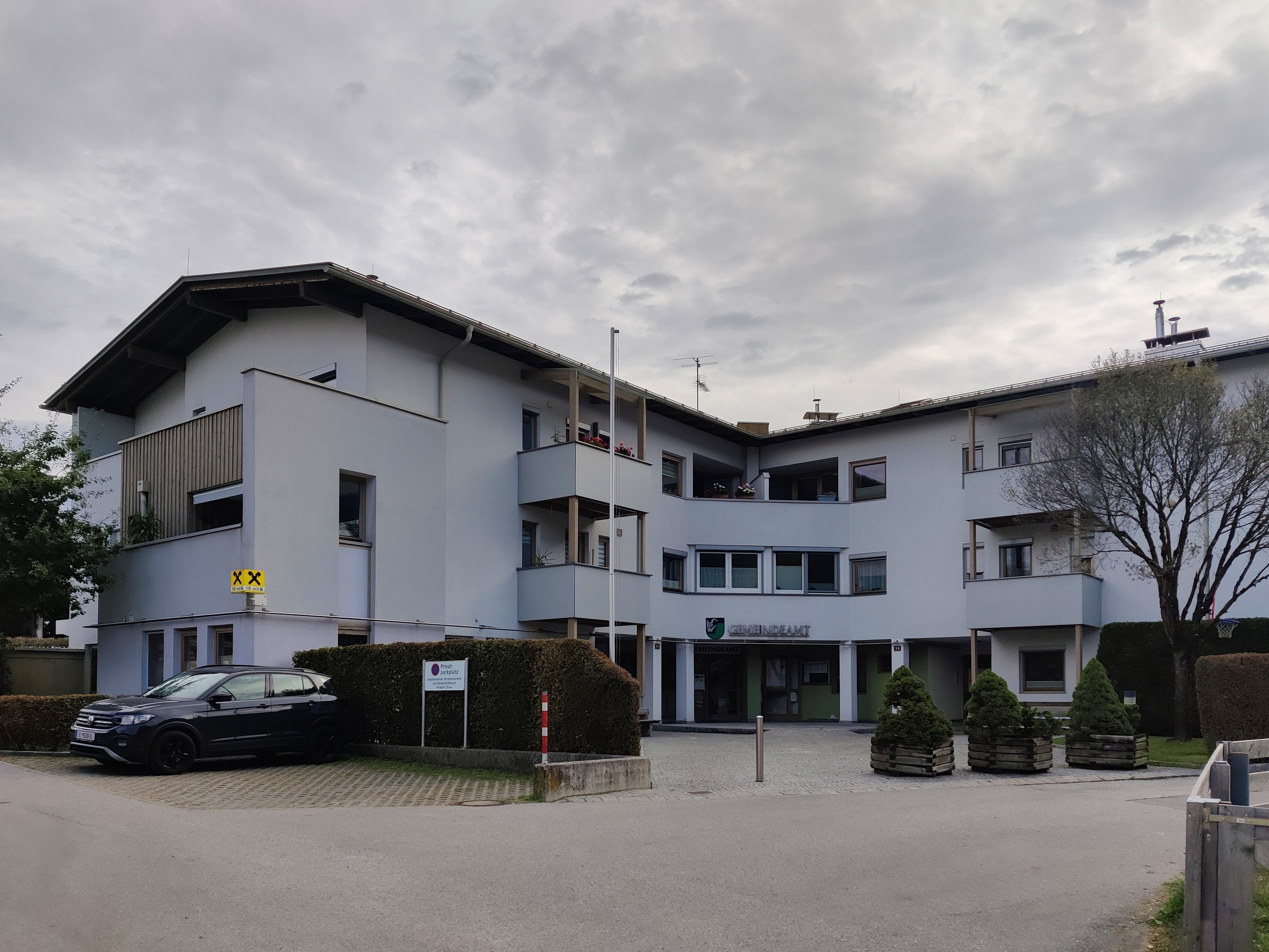
Gemeindeamt

| Partei                               | 2022    | 2022    | 2022  | 2016    | 2016    | 2016  | 2010  | 2010  | 2004  | 2004  |
| Partei                               | Prozent | Stimmen | Sitze | Prozent | Stimmen | Sitze | %     | Sitze | %     | Sitze |
| ------------------------------------ | ------- | ------- | ----- | ------- | ------- | ----- | ----- | ----- | ----- | ----- |
| Gemeinsam für Ranggen                | 100     | 426     | 11    | 48,06   | 334     | 6     | 44,59 | 5     | 47,28 | 5     |
| Bürgermeisterteam mit Manfred Spiegl |         |         |       | 37,70   | 262     | 4     | 44,43 | 5     | 33,88 | 4     |
| FPÖ Ranggen                          |         |         |       | 14,24   | 99      | 1     |       |       |       |       |
| Bürgerliste SPÖ                      |         |         |       |         |         |       | 10,99 | 1     | 18,84 | 2     |

### Bürgermeister
Die letzten Bürgermeisterwahlen fanden gleichzeitig mit den Gemeinderatswahlen am 27. Februar 2022 statt. Markus Baumann wurde mit 100 % (448 Stimmen) als Bürgermeister gewählt.

### Wappen
Eine grüne Stufe im Wappen der Gemeinde Ranggen bezeichnet deren Lage an der Inntalterrasse. Zugleich verbildlicht der leicht schräge Treppenabsatz den „Abhang“ bedeutenden Ortsnamen. Der Drache weist einerseits als Beizeichen des heiligen Magnus auf dessen Pfarrpatronanz, andererseits auf den gefährlich steil abfallenden „Reißenden Ranggen“, nach dem die Gemeinde benannt worden ist.